# 시련 (영화)
《시련》(The Racket)은 미국에서 제작된 루이스 마일스톤 감독의 1928년 범죄, 드라마 영화이다. 마리 프레보스트 등이 주연으로 출연하였다.

## 출연

### 주연
- 마리 프레보스트
- 루이스 울하임
- 조지 E. 스톤
- 존 대로우
- 리처드 스키츠 갤러거
- 루시엔 프라이벌
- 샘 드 그레이즈
- G. 팻 콜린스

## 기타
- 원작자: 바렛 코맥
- 자막: 에디 아담스